# Paralcis gigas
Paralcis gigas là một loài bướm đêm trong họ Geometridae.